# 차이나 생명보험
차이나 생명보험(China Life Insurance Company Limited, 약칭 China Life, 중국어 간체자: 中國人寿保险, 중국어 번체자: 中國人壽保險, 병음: Zhōngguó rénshòu buhoxian)은 베이징시에 본사를 둔 중화인민공화국 법인 회사로 생명 보험 및 연금 상품을 제공한다. 차이나 생명보험은 포춘이 선정한 2015년 글로벌 500대 기업 목록에서 94위를 차지했다. 2023년 4월 기준 시장 점유율 기준 중국 최대 생명보험사이다.
2022년에 회사는 ADS(American Depository Shares)의 상장 폐지를 발표했으며 거래 마지막 날은 2022년 9월 1일로 예정되었다. ADS의 기본 증권은 H주였으며, 이 주식은 2022년 9월 1일에 홍콩 증권거래소에서 계속 거래 중이었다. 회사는 상장폐지 이유로 ADS의 제한된 거래량과 관리비용을 들었다.